# Kamp Dobbendal
Kamp Dobbendal was van 1941-1944 een werkkamp in de Nederlandse plaats Gasselte (provincie Drenthe). Het kamp lag op de Hondsrug. Naar schatting zijn er gedurende de oorlog in totaal 650 mannen  tewerkgesteld.

## Werkkamp
Het kamp werd in opdracht van de Nederlandse Arbeidsdienst opgericht in mei 1941. Doel was de Nederlandse jeugd van werk te voorzien en handenarbeid te leren waarderen. Het was een van de tien werkkampen in Drenthe. De eerste barakken in Dobbendal werden op 1 juni 1942 betrokken.
De eerste taak was het mooi maken van het kamp door bomen en heesters te planten. Ook kwam er een zitkuil. Van de grond die daarvoor werd uitgegraven werd een berg gemaakt, die al gauw de Beulsberg werd genoemd, omdat het zwaar werk was. Boven op de 5 meter hoge berg werd een vlaggenmast geplaatst. Om de berg op te lopen werd er een spiraalvormig pad rondom gemaakt, belegd met keien. Er werden ook twee vijvers uitgegraven. Om het terrein werd een greppel aangelegd. De hoofdtaak was echter de ontginning van een nabijgelegen heideveld van circa 6 hectare, de aanleg van een zandweg en de verbetering van bestaande wegen. In 1944 werd het kamp afgebroken. Besloten was om de barakken te gebruiken voor een soortgelijk kamp in de Noordoostpolder bij Urk. De restanten van het materiaal zijn door zowel Duitsers als de dorpsbewoners in de loop der tijd verwijderd.

## Na de Tweede Wereldoorlog
Na de oorlog waren er plannen om op het terrein een jeugdherberg te vestigen. In 1949 werden deze plannen definitief afgeblazen. In 1951 werd het gebied verkocht aan de Waterleidingmaatschappij Drenthe, die er een waterwingebied van maakte. Ongeveer 200 meter onder het waterwingebied ligt een zoutlaag uit de IJstijd.
Almere · Beugelen · Kamp De Bruine Enk · Dobbendal · Eerde · Heitraksgoor · Hilvarenbeek · Hooghalen · Havelte · Kloosterhaar · Nuis · Overbroek · De Pieterberg · De Rips · Ronde Huis · Schoonloo · De Vecht · Vledder · Vosseveld · Waterloo (Lisiduna) · Wierden I · Wyldemerk